# Dofus (manfra)
Pour l’article homonyme, voir Dofus (homonymie).
Dofus est une série de bande dessinée d'aventure scénarisé par Tot et dessiné par Ancestral Z, publié chez Ankama Éditions depuis 2005. Son histoire se déroule dans l'univers du Krosmoz, créé avec le jeu vidéo Dofus.

## Synopsis
Arty, un jeune berger Féca, va se retrouver embarqué dans une aventure après avoir été séparé de son grand-père, le puissant guerrier Crail. Il va devoir affronter moult péripéties et de dangereux ennemis (tels que Djaul, le seigneur de Brâkmar) et rencontrera beaucoup de personnages, tous aussi farfelus les uns que les autres.

## Personnages

### Gentils
- Arty : Jeune berger Féca, Arty se retrouve malgré lui embarqué dans une curieuse aventure le jour où la ferme de son grand-père "Crail" est attaquée par un groupe de Gobelins. Séparé de Crail, Arty fera tout pour retrouver son grand-père. Mais alors qu'il pense toucher au but, il découvre que Crail a été exécuté. Bouleversé, Arty va enfin révéler sa vraie nature… Et le changement est monstrueusement radical ! Alors que les derniers événements l'ont un petit peu écarté de son objectif, Arty va se retrouver une fois de plus face à son destin. Qui eût crû que Crail, son grand-père, puisse être passé par le territoire Zobal durant sa jeunesse : Une révélation qui ne sera pas sans conséquences.
- Vald : Aussi sympathique que téméraire, Vald n'a qu'une idée en tête : combattre ! Il voue son existence à la castagne, ne se souciant pas du nombre, ou de la taille de l'ennemi, le plus important d'après lui, étant d'agir avec brio !
- Li Crounch del Toro : Li Crounch est un Sadida. Très pacifique, il aime par-dessus tout dormir et, accessoirement répertorier les grands événements. Étrangement, il se retrouve toujours au cœur de l'action sans même savoir de quelle façon… un mystère de plus à élucider.
- Crail : Grand-père d'Arty, Crail est un très grand guerrier Féca. Il mène une retraite bien tranquille aux côtés de son petit-fils, jusqu'au jour où de vieux ennemis refont surface.
- Bilby : Bilby, ou Bilbiblabalou de son vrai nom, est une petite Gelée en quête d'aventures. Particulièrement attachée à Vald, elle possède des pouvoirs remarquables (du moins, proportionnellement à sa taille).
- Le roi Gelax : Le roi des Gelées se nomme Gelax. Certains experts affirment qu'il est le premier de sa race. Sensuel et délicat, le roi Gelax est une véritable machine à procréer. Il est certainement le plus touché par la malédiction des prêtresses de l'amour.
- Lily : Lily est une jeune Eniripsa qui a le cœur sur la main. Elle est sacrément douée pour soigner son prochain. De plus, elle porte une minijupe, ce qui ne gâte rien. Sauvée de la tyrannie des prêtresses par Arty, elle semble porter au jeune Féca une tendre affection. Et ça, c'est bien.
- Dodge : À l'Ecaflip, rien d'impossible : Dodge en est la preuve ! Ayant perdu sa petite amie au jeu, il tente le tout pour le tout en participant à la Star Oboul Racer. Son but ? La reconquérir… grâce à une Dragodinde souffreteuse et un coéquipier aussi bête que maladroit. Embarqué avec Ejipe pour le meilleur et peut-être le pire sur le navire de Baraka, Dodge "le joueur" est de retour, et la chance pourrait bien tourner face au capitaine chanceux durant la partie de poker. Dodge est prêt à tout… miser.
- Maître Noir Jack : Expert dans l'art médicinal des Eniripsas, Noir Jack a l'esprit légèrement dérangé. Las de guérir les corps de ses patients esquintés, il s'adonne au recyclage de cadavres. Et le résultat de ses expériences est plutôt… frappant !
- Clustus Sheran Sharm : Clustus est le bien aimé roi de Bonta et un guerrier Osamodas redouté. Invaincu jusqu'à aujourd'hui, le destin de la cité des anges est entre ses mains…
- Gart Gartigan : Amateur d'action et de sensations fortes, Gart préfère la castagne à la parlote. Véritable ange gardien de Bonta, le respectable commandant en chef des trois cents Bonsiates a une confiance absolue en ses hommes.
- Von Krakendorf : Soldat héroïque, Von Krakendorf est à Gart ce que le crochet est au capitaine du même nom : un bras gauche qui s'avère fort utile quand l'ennemi montre les crocs.
- Lagoyave : Bras droit du commandant Gartigan, Lagoyave est une experte en arts martiaux qui n'a pas peur d'écarter les jambes quand elle doit se tirer de situations délicates. Mais la belle manque un peu de confiance en elle…
- Maël : Grand guerrier, il a vaillamment servi le roi durant la grande guerre. Une fois terminée, il s'est retiré avec sa femme loin des honneurs qui lui étaient dus pour fonder une petite famille. Si pour lui le silence est d'argent, la parole est d'or !
- Synetelle : Compagne de Maël, ils se sont rencontrés sur un navire en plein milieu d'une bataille et se sont dit oui pour la vie… Excellente chasseuse et guerrière, elle peut décocher un lapin à des kilomètres à la ronde !
- Galgarion
- Ejipe : Ce jeune Sram adepte des pièges a tout appris de son paternel. Mais son Sram de père est tombé au combat face à Sphincter Cell ! Ejipe s'est juré de le ramener du royaume des ombres… Le jeune Sram adepte des pièges, des couteaux et autres objets tranchants n'a plus qu'un seul but dans la vie : ramener à la vie son père tombé au combat contre Sphincter Cell. Cela passe par un exploit de son compère Dodge au Hold'em Kamas Poker. D'autant qu'Ejipe sert de mise à ce dernier dans son duel avec Baraka…
- MuMu
- Jiva : Jiva est la sage protectrice du mois de javian, elle est fidèle envers le dieu Xélor, aussi belle que redoutable, elle a pour terrible tâche d'empêcher le mois de descendre de se prolonger au-delà du temps qui lui est imparti.
- Pouchecot : Pouchecot est une très vieille âme. Il en sait long sur l'univers et les mondes qu'il recèle. Il a un sens de l'humour hors du commun. Gardien de fraouctor, il préside à la maturation des fruits.
- Ménalt : Gardien de martalo, Ménalt est un guerrier centaure aussi puissant qu'énergique. Commandeur de l'ordre du tonnerre, il peut faire tomber la foudre comme bon lui semble et invoquer les légions du tonnerre. Et il ne s'en prive pas lorsque Bonta est menacée.
- Isletate : À-t-il reçu le courage et la hardiesse de son père en héritage ? Rien n'est moins sûr ! Pourtant Isletate se découvre des pouvoirs dont il ne soupçonnait pas l'existence.
- Armand-Louis : C'est le père d'Isletate. Armand-Louis est le premier gardien d'Ombrage la Shushess qu'il a réussi à emprisonner dans une bague. Mais a-t-il légué son courage et sa hardiesse à son fils ?
- Baraka : Sur son passage, la foule est en délire et les kamas coulent à flot ! Quel est cet Ecaflip dont la chance est devenue légendaire sur les mers du monde des Douze ?
- Krousty : Krousty le crabe n'a pas eu la vie facile, il a du lutter pour s'imposer comme arbitre officiel du Hold'em Kamas Poker. Et ce n'est pas une mince affaire… Mais cela vaut mieux que de se faire suçoter les pattes ou farcir la carapace comme beaucoup de ses congénères. Réussir à faire respecter les règles et à maintenir une certaine éthique du jeu, telle est sa mission. Impossible avez-vous dit ? En tout cas, il donne de sa personne et met ses deux pinces à la pâte.
- Les trois frères : L'étrange chef du village Zobal a fait mention de trois frères, semble-t-il, à l'origine de la mystérieuse civilisation des Zobals : Sogo, Dalou et Razad. Comment ? C'est ce que semblait vouloir raconter Yen Adertal.

### Méchants
- Djaul : Djaul est un démon despotique. Il impose un règne de terreur et souhaite étendre son influence sur le monde. Il a certainement eu une enfance malheureuse, mais cela n'excuse pas tout. Depuis quelque temps, rien ne semble pouvoir arrêter ses plans démoniaques !
- Vil Smisse : Autrefois, il fut l'élève sage et discipliné de Crail. La patience, par contre, ne fit jamais partie de ses qualités et c'est en pensant gagner du temps pour finir sa formation qu'il a rejoint Djaul à Brâkmar.
- Mamie Bonbon : Mamie Bonbon est une cousine éloignée de Papy Sardbross, le boulanger Enutrof qui inventa la tarte aux gâteaux. Elle vit dans une tour mystérieuse qui cache ses esclaves mâles.
- Kuri : Kuri est l'une des deux piquantes alliées de Mamie Bonbon. Lorsqu'elle a du temps libre, elle pratique des greffes sur ses rosiers, dans l'espoir secret de créer la rose noire parfaite. Il existe entre elle et Mylaise une terrible rivalité.
- Mylaise : Mylaise était passée à deux doigts d'être retenue pour la deuxième saison de la "Dofus Académie"… Sa peine fut grande lors des résultats et c'est finalement Mamie Bonbon qui la recruta pour renforcer la garde féminine de la tour Enfer Mâle.
- Maître Bolet : Autrefois, le Maître Bolet était un Samouchamp plein d'honneur et de fierté. Charmé comme beaucoup d'autres par les prêtresses de l'amour, il fut réduit à l'état de larbin obéissant.
- Craqueleur : Lors de l'érection de la tour Enfer Mâle, Saloumane le mage mit lui-même la main à la pâte. Sa tour s'est dressée fièrement des siècles durant, et il a fallu que nos héros soient dans les parages pour qu'elle s'ébranle lamentablement. Il semble pourtant que la magie de Saloumane ne se soit pas dissipée si facilement car un Craqueleur est né des décombres magiques. Aussitôt envoûté par les prêtresses, le Craqueleur ne va pas faire mentir le célèbre dicton : " Pierre qui déboule tabasse et fout la frousse".
- Many : Ce Xélor est l'exécuteur des basses œuvres du Démon Djaul. Il faut dire qu'il y prend un malin plaisir ! Il délie les langues plus vite qu'il n'en faut pour le dire et arracherait des aveux à un innocent si on lui en donnait l'occasion…
- Brumaire : Brumaire est le genre de divinité qui aime jeter un froid. Grand amateur de froidure, maître du zéro absolu, il balance des vannes qui vous glacent le sang. Normal, lorsqu'on est le gardien du mois de novamaire, pas vrai ?
- Homar Chérif : Comme tous les despotes, Homar n'éprouve aucun sentiment. De la pitié ? Autant ne pas en parler. Pour comprendre Homar, il faudrait se mettre à sa place. Mais qui voudrait être une greuvette géante qui sent la marée, hein ?
- Satanusse : Satanusse était jadis un patineur artistique, traînant ses patins de Holiboul on Ice en patinoires de seconde zone. C'est en tombant sur le coccyx qu'il eut la vision qui allait changer sa vie : son destin était d'être le conducteur de Dragokart le plus doué de sa génération ! Comme quoi, un petit choc provoque parfois un grand déclic.
- Ulette : Ulette est une Ecaflipette au charme redoutable. Malheureusement, le jeu et l'argent semblent être les seuls à pouvoir faire battre son cœur et de nombreux mâles se sont déjà cassés les crocs en tentant de la séduire. Pour s'enrichir, elle est prête à tout et n'est pas à quelques entrechats près.
- Les Sœurs Sombres : Ces trois sorcières des landes de Sidimote partagent tout, y compris leurs conquêtes ! Pas foncièrement mauvaises, elles ont quand même quelques vilénies à leur actif et ne rechignent pas à s'acoquiner avec les mauvais garçons…
- Goultard : Même si Goultard à vaguement le profil d'un Iop, il n'a plus grand chose d'humain… Apparu mystérieusement dans la tour d'Homar Chérif, il est tellement puissant que ça cache sûrement quelque chose… Mais pourquoi est-il si méchant ? Depuis son apparition dans la tour d'Homar Chérif, Goultard ne quitte plus Arty… ou presque. Ce guerrier immortel métamorphe schizophrène connaît quelques sautes d'humeur selon s'il prend sa forme de Vald, Dark Vlad ou Goultard. Abandonné par l'entité démoniaque qui le possédait depuis des siècles, il se retrouve maintenant seul avec lui-même. On ne présente plus le roi de la baston en personne. Toujours prêt à se mesurer au plus redoutable des adversaires, il s'est prit d'amitié pour Arty. À croire qu'il redécouvre en sa compagnie un concept qui était autrefois sien : défendre son prochain sous-entend des tas d'opportunités de beaux combats !
- Dark Vlad : Dark Vlad est un terrifiant Iop à la chevelure flamboyante. Sa spécialité est de mettre à feu et à sang tout ce qui se trouve sur son passage. Mais à force de jouer avec les flammes, il a fini par cramer une bonne partie de ses neurones…
- Sphincter Cell : Sphincter Cell est le roi de l'infiltration, il adore fourrer sa face de Rat partout où les égouts lui permettent de s'aventurer. Fervent défenseur des membres de son espèce, il n'hésite pas à punir sévèrement tous ceux qui osent leur manquer de respect… quitte à les ratatiner !
- Rushu : Rushu, haaa… Comment parler de ce… çé'*"#°/$èà38é de Rushu ! Et encore, ce sont ses propres mots ! Je ne vous dis que ça !
- Karibd et Silar
- Ombrage : Une Shushess qui a des pouvoirs un peu tirés par les cheveux : elle absorbe les ombres de ceux qui osent lui résister. Les malheureux errent ensuite comme… des ombres !
- Katar : Porteur initial d'une malédiction qu'il refila a Goultard il y a fort longtemps, revenu d'entre les morts par Brumaire, il la récupère grâce à l'état de Goultard qui s'est retrouvé affaibli par une confrontation avec les frères Karibd et Silar. Il est le dernier porteur de la malédiction avant Goultard. Revenu d'entre les morts à l'appel de Brumaire, il est à nouveau sous le joug de ce terrible démon qui a juré de posséder les guerriers les plus puissants du monde jusqu'à la mort… et même après !
- Zombies affamés
- Hyrkul : Tout aussi mauvais et cruel que Djaul, son maître, Hyrkul est surtout un guerrier très puissant ! Héros légendaire de l'Aurore Pourpre, bataille qui oppose Brâkmar à Bonta, ses faits d'armes sont restés tristement célèbres dans la mémoire des habitants de la cité de la lumière…
- Léthaline : Léthaline Sigisbul ? C'est la discrétion incarnée, normal pour une espionne ! Elle sert fidèlement la Démone Minuit, et ne rechigne pas à jouer les mercenaires pour Brâkmar de temps à autre. Méfiez-vous de cette Osamodas, c'est l’œil de la Démone Minuit posée sur le monde des Douze !
- Minuit : Minuit est une Démone des Heures qui obéit au dieu Xélor (une Démone obéissante, on aura tout vu !). Elle est cloîtrée dans une dimension parallèle qu'on nomme "l'Hormonde" : elle ne peut donc agir sur le monde des Douze, sauf si elle est invoquée sur le coup de minuit…
- Le trio masqué : Ces trois combattants croquignolesques sont les premiers Zobals qu'Arty et Goultard aient rencontrés… De quoi se faire bien des idées fausses sur cet étrange peuple qui tire ses pouvoirs des masques qu'ils absorbent.
- Yen Adertal : Le vieux Zobal en a sous le masque ! C'est le chef des trois sauvages qui ont attaqué nos héros, mais aussi du village local. Peut-être aurait-il mieux valu écouter ce qu'il avait à raconter plutôt que de s'assoupir et de lui faire affront… Les histoires à dormir debout du vieux Zobal semblent avoir convaincu Arty, toujours prompt à aider son prochain.
- Le Yech'Ti : Un monstre impitoyable ou presque, la terreur des montagnes Zobals ! Les légendes courent sur cette abominable chose des neiges. À force de chercher le Yech'Ti, on finit par le trouver. Manque de bol, il ne semble pas franchement ravi de revoir le vieux Yen. Quant à Arty et Goultard qui l'accompagnent, ils sont bien partis pour lui servir d'amuse-gueules. Anozer Morld, en adversaire de goût, garde la viande faisandée de Yen et ses règlements de compte pour la suite…
- La tête de Katar : XPS de la tête = 5 XPS (max, en tout cas, un score ridicule pour bien signifier que sans son corps, il n'est rien.)

## Manga

### Fiche technique
Auteurs
- Tot (scénario)
- Ancestral Z (dessin)

Éditeur
- Ankama Éditions

Nombre de volumes
- 30

Format
- 11,5 cm × 18 cm

Pages
- 224 ou 192 (par volume)

### Liste des volumes et chapitres
| no | Français          | Français           |
| no | Date de sortie    | ISBN               |
| --- | ----------------- | ------------------ |
| 1 | 1er octobre 2005  | 978-2-952450-91-1  |
| Titre du volume : Le Péril Gelées Couverture : Vil Smisse, Crail, Arty, Vald, le roi Gelax, 2 gelées, 2 champs, 3 gobelinsListe des chapitres : - Ch. 1 : La Nuit des ennuis - Ch. 2 : Tour par tour - Ch. 3 : Qui s'y frotte s'y pique - Ch. 4 : Cueillette toxique - Ch. 5 : La Tour enfer mâle |                   |                    |
| 2 | 13 mars 2006      | 978-2-952450-92-8  |
| Titre du volume : La Passion du Crail Couverture : Crail, Arty, Mamie Bonbon, Kuri, Mylaise et ses chats, le Maître Bolet, Isidore, Hercule, Garfield, les larves, le tofu grognard, le tournesol sauvageListe des chapitres : - Ch. 6 : Mylaise, marquise des chats - Ch. 7 : Souvenirs, souvenirs - Ch. 8 : La Tour, prends garde ! - Ch. 9 : Pierres qui roulent… - Ch. 10 : Bourreau, quand tu nous tiens !      |                   |                    |
| 3 | 6 septembre 2006  | 978-2-952450-95-9  |
| Titre du volume : Chacun cherche son Eca Couverture : Dodge, Vald, Bilby, Li Crounch del Toro, Lily, Homar Chérif, une dragodindeListe des chapitres : - Ch. 11 : Cœur de pierre - Ch. 12 : Craqueleur est-il ? - Ch. 13 : Bienvenue à Bonta - Ch. 14 : Dodge - Ch. 15 : Oboul Star Racer |                   |                    |
| 4 | 4 janvier 2007    | 978-2-9524509-6-6  |
| Titre du volume : Chétif fais-moi peur ! Couverture : Arty, Lily, Ulette, Homar Chérif, Sartys, une dragodindeListe des chapitres : - Ch. 16 : En pleine tempête - Ch. 17 : Ananaboomb - Ch. 18 : Brôlklass - Ch. 19 : La Spirale infernale - Ch. 20 : Vision du futur |                   |                    |
| 5 | 19 avril 2007     | 978-2-916739-00-7  |
| Titre du volume : Quand Arty rencontre Many ! Couverture : Vald ( ou Goultard ou Dark Vlad si c'est une édition collector )Liste des chapitres : - Ch. 21 : Tête-à-tête - Ch. 22 : Adieu Ross - Ch. 23 : Double confrontation - Ch. 24 : Merci Bilby - Ch. 25 : Un monstre unique ' ' |                   |                    |
| 6 | 23 août 2007      | 978-2-916739-05-2  |
| Titre du volume : Goultard le barbare ! Couverture : Lagoyave, Gart Gartigan, Von Krakendorf, Arty, Goultard le Barbare, les 300 bonsiatesListe des chapitres : - Ch. 26 : Le Roi de Bonta - Ch. 27 : Clustus contre Goultard - Ch. 28 : Goultard - Ch. 29 : Katar - Ch. 30 : Entre démons ! |                   |                    |
| 7 | 6 décembre 2007   | 978-2-916739-27-4  |
| Titre du volume : La Cité de Djaul Couverture : Arty, Many, Vil Smisse, Brumaire, DjaulListe des chapitres : - Ch. 31 : Sphincter Cell - Ch. 32 : Un duel entre amis - Ch. 33 : Adieu Brôlklass - Ch. 34 : Brâkmar !! - Ch. 35 : Vil tout puissant |                   |                    |
| 8 | 20 mars 2008      | 978-2-916739-34-2  |
| Titre du volume : Rushu Hour Couverture : Karibd, Silar, Synetelle, Maël, Rushu, les démonsListe des chapitres : - Ch. 36 : Karibd et Silar - Ch. 37 : Un prince charmant ! - Ch. 38 : Le Recueil de magie Eliatrope - Ch. 39 : Le Plan démoniaque - Ch. 40 : L'Attaque |                   |                    |
| 9 | 2 octobre 2008    | 978-2-916739-39-7  |
| Titre du volume : 28 morts plus tard Couverture : Arty, GoultardListe des chapitres : - Ch. 41 : Tête à tête - Ch. 42 : Many perd la tête - Ch. 43 : Attaque en duo - Ch. 44 : Goultard en détresse - Ch. 45 : Le Retour de Katar |                   |                    |
| 10 | 8 janvier 2009    | 978-2-916739-56-4  |
| Extra : Ce tome est également sorti en édition collector, le 8 janvier 2009 - (ISBN 978-2-916739-79-3). Titre du volume : Être bien avec un vampyre Couverture : Arty, Goultard, Clutus, Isletate, Armand-Louis, les GoulesListe des chapitres : - Ch. 46 : Humain à nouveau - Ch. 47 : Il faut sauver le soldat Gazgarion - Ch. 48 : Un conte à tout faire - Ch. 49 : Princesse MuMu Mulou - Ch. 50 : Le Réceptacle |                   |                    |
| 11 | 18 juin 2009      | 978-2-916739-65-6  |
| Titre du volume : Ombrage et lumière Couverture : Goultard, Arty, Isletate, un Goule, Clustus, Galgarion, Jiva, Menalt, PouchecotListe des chapitres : - Ch. 51 : Garde à vos goules ! - Ch. 52 : Piège dans les bas-fonds - Ch. 53 : Bons baisers de Bonta - Ch. 54 : Aurores pourpres - Ch. 55 : Hyrkul |                   |                    |
| 12 | 3 décembre 2009   | 978-2-35910-0-20-4 |
| Titre du volume : Aurore Picture Show Couverture : Ombrage, Arty, Goultard, Isletate, BilbyListe des chapitres : - Ch. 56 : Horreur de l'aurore - Ch. 57 : Bonta éternelle - Ch. 58 : Tragique tic-tac - Ch. 59 : Comme au premier jour - Ch. 60 : Tentacules and Co - Ch. 61 : Où sont les monstres ? |                   |                    |
| 13 | 20 mai 2010       | 978-2-35910-045-7  |
| Titre du volume : Baraka Royale Couverture : Dodge, BarakaListe des chapitres : - Ch. 62 : Poulpe friction - Ch. 63 : L'Égout et les Douleurs - Ch. 64 : L'As désastre - Ch. 65 : Rien ne va plus - Ch. 66 : La Roue tourne - Ch. 67 : Pas si Shushu ! |                   |                    |
| 14 | 9 décembre 2010   | 978-2-35910-098-3  |
| Titre du volume : Le Bon, la brute et le Dofus Couverture : Zobal, Goultard, Arty, BilbyListe des chapitres : - Ch. 68 : Plein aux as - Ch. 69 : Le Trio masqué - Ch. 70 : La Ville enneigée - Ch. 71 : La Légende de Razad - Ch. 72 : Yen Adertal |                   |                    |
| 15 | 26 mai 2011       | 978-2-35910-170-6  |
| Extra : Ce tome est également sorti en édition collector, le 26 mai 2011 - (ISBN 978-2-35910-194-2). Titre du volume : Le Yen intrépide Couverture : Arty, Goultard, le trio masqué, MorldListe des chapitres : - Ch. 73 : Vous allez souffrir !! - Ch. 74 : Je suis Razad !! - Ch. 75 : Survivre dans les montagnes - Ch. 76 : Le Défi - Ch. 77 : Morld et Plume                                                    |                   |                    |
| 16 | 17 novembre 2011  | 978-2-35910-250-5  |
| Titre du volume : Morld Invasion Couverture : Clustus, Crail, Ejipe, Dodge, Arty, Goultard, Morld, des ZobalsListe des chapitres : - Ch. 78 : Bilby à la recousse - Ch. 79 : Le Monstre nu - Ch. 80 : Brume sur le monde - Ch. 81 : La Divine assemblée - Ch. 82 : Le Rejeton divin |                   |                    |
| 17 | 19 avril 2012     | 978-2-35910-254-3  |
| Titre du volume : Le Ploc des titans Couverture : Iop, Cornu MolluListe des chapitres : - Ch. 83 : La Colère de Iop - Ch. 84 : Le Retour de Katar - Ch. 85 : Le Cornu Mollu - Ch. 86 : Dodge à la rescousse - Ch. 87 : Tous les chemins mènent à Gou |                   |                    |
| 18 | 15 novembre 2012  | 978-2-35910-330-4  |
| Titre du volume : Le retard du roi Couverture : Goultard, Iop, Cornu Mollu, Clustus, Dodge, Ejipe, ArtyListe des chapitres : - Ch. 88 : Un suppo et ça repart ! - Ch. 89 : Le Kralamoure n'a pas d'humour - Ch. 90 : La Victoire d'Ejipe - Ch. 91 : Il faut sauver le Iop Goultard - Ch. 92 : Retour à Bonta |                   |                    |
| 19 | 4 juin 2013       | 978-2-35910-412-7  |
| Titre du volume : La Baraque dans les bois Couverture : Arty, Lily, Goultard, Ejipe, Dodge, Vil Smisse, LéthalineListe des chapitres : - Ch. 93 : Gare au Cornu - Ch. 94 : Léthaline Sigisbul - Ch. 95 : L'Amour est dans le blé - Ch. 96 : Sacré Jean-Folle ! - Ch. 97 : Copo et Cabana |                   |                    |
| 20 | 21 novembre 2013  | 978-2-35910-425-7  |
| Titre du volume : Bataille royale Couverture : Goultard, Arty, Noir Jack, Lily, Ougidog (Dodge), Gloutovil (Vill Smisse), Spiderjipe (Ejipe), Vampapyre, Loup-Barou, un zombore, deux ÉprouvettesListe des chapitres : - Ch. 98 : Bande de monstres - Ch. 99 : Duels monstrueux - Ch. 100 : La Punition de Lily - Ch. 101 : Blanc - Ch. 102 : Le Dofus Pourpre                                                       |                   |                    |
| 21 | 28 novembre 2014  | 978-2-35910-474-5  |
| Titre du volume : Peur sur le village Couverture : Léthaline Sigisbul, Katar, Bilby, Lily, Ejipe, Vil Smisse,Arty, Goultard, Dodge, le Dieu IopListe des chapitres : - Ch. 103 : Les Ravages de la saucisse - Ch. 104 : Le Mulou est un Mulou pour l'homme - Ch. 105 : Atcham le sans-poil - Ch. 106 : La Légende de Crestus - Ch. 107 : Donjons et Dofus                                                            |                   |                    |
| 22 | 20 mars 2015      | 978-2-35910-518-6  |
| Titre du volume : Les Merveilleuses Citées gores Couverture : Arty, Lily, Ejipe, 2 EnutrofsListe des chapitres : - Ch. 108 : Sur la rivière gore - Ch. 109 : La Promesse d'Ejipe - Ch. 110 : Vil contre-attaque - Ch. 111 : L'Enutroïd - Ch. 112 : Ça part en vrille ! |                   |                    |
| 23 | 23 septembre 2016 | 978-2-35910-546-9  |
| Titre du volume : Ala Babi et les Quarante Roublards Couverture : Arty, Léthaline SigisbulListe des chapitres : - Ch. 113 : La porte ouverte à toutes les fenêtres - Ch. 114 : Ala Babi - Ch. 115 : Une araignée dans le plafond - Ch. 116 : Frère dragons - Ch. 117 : Celui que je suis |                   |                    |
| 24 | 22 septembre 2017 | 978-2-35910-547-6  |
| Titre du volume : L'Antre des frères dragons Couverture : Arty et ses frères dragonsListe des chapitres : - Ch. 118 : Le lac aux milles lotus - Ch. 119 : Le peuple des tombes - Ch. 120 : Le grand réveil - Ch. 121 : La légende de Bruss - Ch. 122 : Réunion de famille |                   |                    |
| 25 | 6 juillet 2018    | 979-10-335-0542-6  |
| Titre du volume : Je suis Ignemikhal Couverture : Goultard et Bruss au premier plan ; Arty et Grougalorasalar en arrière planListe des chapitres : - Ch. 123 : Versus Bruss ! - Ch. 124 : La colère de Katar - Ch. 125 : Ivoire et Ébène - Ch. 126 : Les derniers remparts - Ch. 127 : Adieu Bonta ! |                   |                    |
| 26 | 28 juin 2019      | 979-10-335-0967-7  |
| Titre du volume : Prédestination finale Couverture : Le Dofus Ébène, Djaul et Arty au premier plan ; Brumaire et les prêtresses de l'amour en arrière planListe des chapitres : - Ch. 128 : Atcham le sans-poil - Ch. 129 : Envies de meurtre - Ch. 130 : Le vol du Dofus Ébène - Ch. 131 : De la sauce sur les pierres - Ch. 132 : Retrouvailles                                                                    |                   |                    |
| 27 | 2 avril 2021      | 979-10-33511-48-9  |
| Titre du volume : Arakné Kid Couverture : Arty tenant le Dofus Ocre au premier plan et son équipe en arrière planListe des chapitres : - Ch. 133 : Même les Dieux s'inquiètent - Ch. 134 : Souvenirs d'enfance - Ch. 135 : Bienvenue chez Arty ! - Ch. 136 : Dans ma tête ? - Ch. 137 : Qui trahir ? |                   |                    |
| 28 | 1er avril 2022    | 979-10-33513-46-9  |
| Titre du volume : Mourir ne peut plus attendre |                   |                    |
| 29 | 2 décembre 2022   | 979-10-33513-57-5  |
| Titre du volume : Armaguedin |                   |                    |
| 30 | 3 novembre 2023   | 979-10-33517-05-4  |
| Titre du volume : M le Mollu |                   |                    |

### Volumes spéciaux
- Les Shushus de Rushu
  -  3 juillet 2007 -  (ISBN 978-2-916739-44-1)
- Hyrkul le tendancieux
  -  27 juin 2009 -  (ISBN 978-2-35910-031-0)
- Goultard Bazar[1]
  -  8 avril 2010 -  (ISBN 978-2-35910-060-0)
- La Bilbible
  -  19 avril 2012 -  (ISBN 978-2-35910-247-5)

## Accueil
En 2010, Dofus est le seul manfra à dépasser les 700 000 exemplaires vendus. Il passe le cap du million d'exemplaires vendus l'année suivante. En 2015, il est considéré par le quotidien Le Parisien comme « grand précurseur » du manfra.